# Тепловозна вулиця (Київ)
Теплово́зна ву́лиця — вулиця в Дарницькому районі міста Києва, житловий масив Позняки. Пролягає від Харківського шосе до Тальнівської вулиці.
Прилучаються проспект Петра Григоренка, вулиці Затишна (двічі), Любарська, Івана Кочерги та Здолбунівська.

## Історія
Вулиця виникла в першій чверті XX століття під назвою Садова. З 1920-х років мала назву (4-та) Котовського, на честь радянського військового діяча Григорія Котовського, з 1955 року — Активістів. Сучасна назва — з 1957 року.
Відгалуження вулиці, що пролягає вздовж залізниці до озера, 1989 року отримало назву вулиця Раковського, на честь професіонального революціонера, державного і партійного діяча УСРР Християна Раковського. Назва на практиці не прижилася.

## Забудова
Вулиця забудована приватними одно-, двоповерховими садибами — залишками села Позняки. Також розташовані численні гаражні кооперативи («Буревістник», «Дарницький», «Енергетик-2», «Славутич»). На початку вулиці, поблизу перехрестя з Харківським шосе, знаходяться Позняківське (з парного боку) та Дарницьке (з непарного боку) кладовища.